# Across the Universe (film)
Across the Universe è un film del 2007 diretto da Julie Taymor.
La regista è anche cosceneggiatrice insieme agli scrittori Dick Clement e Ian La Frenais. La pellicola è un musical colorato, bizzarro, psichedelico e onirico, realizzato su 33 canzoni dei Beatles.

## Trama
1966. Un giovane operaio navale di Liverpool di nome Jude viaggia in nave verso gli Stati Uniti in cerca di suo padre Wes. Non si sono mai incontrati ed il padre non sa dell'esistenza di Jude. Mentre cerca suo padre a Princeton, Jude fa amicizia con Max, ragazzo ricco e ribelle, e sua sorella, Lucy. Quando Max lascia il college e si trasferisce a New York, Jude va con lui. Max lavora come tassista, mentre Jude cerca di trovare lavoro come artista indipendente. I due diventano compagni di stanza e condividono l'appartamento con altre persone: una donna di nome Sadie, che è la loro padrona di casa e aspirante cantante; Jojo, un chitarrista che arriva da Detroit dopo la morte del fratello minore; e Prudence, una giovane lesbica. Lucy si unisce a loro dopo che il suo fidanzato, Daniel, viene ucciso nella guerra del Vietnam.
Lucy e Jude si fidanzano, così come Sadie e Jojo, e questo porta Prudence alla depressione. Quando Max viene mandato in Vietnam, Lucy viene coinvolta in un gruppo anti-guerra, estremo, che porta a tensioni con Jude. Il ragazzo infatti è infelice per colpa della quantità di tempo che Lucy trascorre con il gruppo politico, fino a portarlo a sospettare che il suo leader, Paco, sia un seduttore che inganna le donne. L'arte di Jude e il suo rapporto con Lucy iniziano a rovinarsi. Nel frattempo, Sadie ha formato una band con Jojo come suo chitarrista. Si guadagna l'attenzione di un manager che le consiglia di firmare un contratto con una casa discografica, ma senza la sua band di supporto. Questo porta ad una rottura tra Sadie e Jojo, sia musicalmente che romanticamente.
Le divergenze tra Jude e Lucy crescono. Un giorno, Jude entra negli uffici del gruppo politico di cui Lucy fa parte e viene espulso dopo una rissa con Paco. Questo provoca un forte litigio tra la coppia, che porta alla loro definitiva rottura. Dopo qualche tempo Jude la ritrova in una manifestazione contro la guerra alla Columbia University, durante la quale molti manifestanti, tra cui Lucy, vengono arrestati. Quando cerca di aiutarla, Jude viene anch'egli arrestato. Il padre di Jude riesce a convincere la polizia a non intraprendere ulteriori azioni per l'attività alla protesta, ma non può provare che Jude è suo figlio, quindi il giovane viene inviato in Inghilterra.
Max è rimasto ferito in Vietnam ed è mentalmente turbato dalla sua esperienza di guerra. Intanto Lucy rimane coinvolta nel suo gruppo anti-guerra, che sta diventando sempre più violento. Allora Lucy va alla vecchia sede del suo gruppo per parlare con il dirigente ma scopre che Paco e alcuni dei suoi seguaci fabbricano bombe e quindi decide di lasciare il gruppo. Subito dopo una delle bombe esplode, distruggendo l'edificio. Jude legge dell'esplosione su un giornale di Liverpool ed è preoccupato del fatto che Lucy possa essere rimasta uccisa. Poi sente da Max che lei è viva, e si organizza per tornare negli Stati Uniti legalmente. Incontra Max, che lo porta da Sadie, che sta tenendo un concerto sul tetto di un grattacielo, sede della casa discografica che ha messo sotto contratto la band. Lucy dovrebbe essere lì per incontrare di nuovo Jude, ma nessuno riesce a trovarla, e il gruppo è costretto a lasciare il luogo appena arriva la polizia. Jude riesce a sgattaiolare di nuovo sul tetto e comincia a cantare "All You Need Is Love", cercando Lucy tra la folla. Il resto della band, tornato sul tetto, lo accompagna con le sue voci e strumenti. Della ragazza però nessuna traccia. Allora Jude sorride tristemente e fa per lasciare il tetto, ma Max improvvisamente indica la palazzina di fronte, Jude si gira e vede Lucy in piedi sul tetto. Sorridono l'un l'altro con le lacrime agli occhi, e lo schermo sfuma verso nuvole bianche e cielo blu.

## Produzione
Il film è stato presentato al Cinema. Festa internazionale di Roma 2007, manifestazione scelta per l'anteprima europea.
In occasione dell'uscita del film in DVD e Blu-ray Disc, la Sony Pictures Home Entertainment Italia ha realizzato un blog che ripercorre l'epopea musicale, sociale e culturale raccontata nel film.
Tutti i brani dei Beatles che fanno parte della pellicola sono stati riarrangiati da Elliot Goldenthal ed eseguiti dai vari attori del film.
All'inizio del film, quando Jude è ancora a Liverpool, tra gli oggetti presenti nella sua camera è ben visibile sullo sfondo un gagliardetto del Liverpool.
Le fragole che colano sangue inchiodate al quadro da Jude sono anche un esplicito riferimento e un tributo al famoso film Fragole e sangue, girato nel 1970 da Stuart Hagmann, che racconta la vicenda di due ragazzi coinvolti negli scontri degli studenti con la Guardia Nazionale ai tempi della protesta contro la guerra nel Vietnam.
Il film è costellato di celebri cameo come Bono e Eddie Izzard, rispettivamente nei ruoli del Dr. Robert e di Mr. Kite, inoltre appaiono Joe Cocker (nei ruoli di un barbone, un pappone e un anziano hippie), Daniel Ezralow, coreografo del film, in una piccola parte nei panni di un prete preso dal furore della canzone Happiness is a warm gun e Salma Hayek, nel ruolo di una sexy infermiera quintuplicata al computer. Bono per il personaggio del Dr. Robert si è ispirato a Neal Cassady.
Il personaggio di Jojo è ispirato alla figura di Jimi Hendrix, lo si nota facilmente nella scena in cui Sadie lo veste con una fascia viola e altri abiti tipici del cantante. A sua volta, Sadie sembra parzialmente ispirata a Janis Joplin, sebbene decisamente più matura e scevra dei micidiali eccessi nelle droghe e nell'alcool che portarono la Joplin a un prematuro decesso.
La scena girata all'interno del bowling quando Jude scivola supino sul parquet cantando I've Just Seen a Face è ripresa da The Big Lebowski, quando Drugo collassa nella villa di Treehorn.

## Riferimenti ai Beatles
Seppure i Beatles non vengano mai menzionati esplicitamente nel film, sono numerose le citazioni e i riferimenti:
- Il nome di ogni personaggio è preso da un brano dei Beatles:
  - Jude - Hey Jude
  - Lucy - Lucy in the Sky with Diamonds
  - Max - Maxwell's Silver Hammer
  - Sadie - Sexy Sadie
  - Jojo - Get Back
  - Prudence - Dear Prudence
  - Dr. Robert - Dr. Robert
  - Mr. Kite - Being for the Benefit of Mr. Kite!
  - Molly - Ob-La-Di, Ob-La-Da
  - Desmond - Ob-La-Di, Ob-La-Da
  - Rita - Lovely Rita
  - Martha - Martha My Dear
- Quando Jude ritira lo stipendio prima di partire per l'America scambia un breve dialogo con l'addetto alla consegna degli stipendi il quale rivela che da giovane pensava che a 64 anni non avrebbe più lavorato lì. Si riferisce alla canzone When I'm Sixty-Four dei Beatles che si trova nell'album Sgt. Pepper's Lonely Hearts Club Band.
- La casa discografica "Strawberry", corrisponde nella realtà alla Apple Corps, citata anche da una fragola che Jude tenta di disegnare, e cita la canzone Strawberry Fields Forever.
- Il concerto sul tetto cita lo storico ultimo live dei Beatles tenutosi, come nel film è per Sadie, sul tetto della loro etichetta.
- Il pullman colorato è un chiaro riferimento al Furthur bus dei Merry Pranksters, che ispirò quello usato per il film Magical Mystery Tour.
- New York, città in cui è ambientato per la quasi totale durata del film l'azione, è la città in cui ha abitato John Lennon nei suoi anni negli States.
- Liverpool, città natale del protagonista, è anche la città da cui provengono i Fab Four.
- In una breve sequenza di un concerto, all'inizio del film, è impossibile non riconoscere nei quattro giovanotti con i giubbotti di pelle che cantano in una nicchia di mattoni i Beatles che si esibiscono nel Cavern Club.
- Nella sequenza in cui Jude è a cena da Max, la zia di questo ad un tratto interrompe il discorso con una frase, che può facilmente passare inosservata, contenente un chiaro riferimento a Strawberry Fields Forever: la donna dice La salsa di cranberry è meno aspra dell'anno scorso, riferimento alla famosa e discussa frase Cranberry sauce nel reprise della suddetta canzone, che molti interpretano come I buried Paul (Ho sepolto Paul), secondo i sostenitori della leggenda della morte di Paul McCartney.
- I pupazzi blu che circondano Mr. Kite durante la sua sequenza canora sono un chiaro riferimento ai "Biechi Blu" (Blue Meanies) del film d'animazione Yellow Submarine.
- Prudence entra nella vita dei ragazzi attraverso la finestra di un bagno, proprio come un'altra canzone dei Beatles She Came In Through the Bathroom Window
- Jude possiede un innato talento per l'arte come aveva John Lennon, e come lui esegue una serie di schizzi erotici aventi Lucy come soggetto (John li aveva realizzati durante la luna di miele con Yoko Ono).
- Il bus dal quale Lucy scende mentre canta It Won't Be Long è di numero 909, preso ad ispirazione dalla canzone, contenuta nell'album Let It Be, One After 909
- Al suo primo incontro con Jude e Max, Sadie afferma che i due "sarebbero capaci di ammazzare la nonna a martellate", richiamando così la canzone Maxwell's Silver Hammer
- Nell'appartamento newyorkese, Max armeggia con un martello, chiaro richiamo alla canzone da cui prende il nome Maxwell's Silver Hammer
- Il personaggio di Jude sembra essere un chiaro riferimento a Stuart Sutcliffe, pittore e primo bassista dei Beatles e amico di John Lennon che ha accompagnato la band nelle prime esibizioni di Amburgo prima di lasciare il gruppo per tornare alla pittura quando si innamora della fotografa Astrid Kirchherr. Muore poco tempo dopo a causa di un aneurisma cerebrale, nel 1994 gli viene dedicato il film Backbeat.
- Mentre viene suonata una versione strumentale di "A Day in the Life", Jude legge su un giornale la notizia della morte del suo rivale in amore, riecheggiando il primo verso della canzone stessa: "I read the news today oh boy".
- Poco prima di iniziare a cantare "I Am the Walrus", il Dr. Robert poggia la mano sul libro scritto da lui, intitolato "I Am the Walrus".
- Nel DVD il titolo del fim è scritto con il carattere della scritta "The Beatles"

## Colonna sonora
La colonna sonora del film è composta da canzoni dei Beatles, per la maggior parte interpretate dagli attori stessi in nuove versioni, riarrangiate da Elliott Goldenthal.
Ecco un elenco delle tracce:
1. Girl - eseguita da Jim Sturgess
2. Helter Skelter - eseguita da Dana Fuchs
3. Hold Me Tight - eseguita da Evan Rachel Wood
4. All My Loving - eseguita da Jim Sturgess
5. I Wanna Hold Your Hand  - eseguita da T.V. Carpio
6. With a Little Help from My Friends  - eseguita da Jim Sturgess & Joe Anderson
7. It Won't Be Long - eseguita da Evan Rachel Wood
8. I've Just Seen a Face - eseguita da Jim Sturgess
9. Let It Be - eseguita da Carol Woods & Timothy T. Mitchum
10. Come Together - eseguita da Joe Cocker
11. Why Don't We Do It in the Road? - eseguita da Dana Fuchs
12. If I Fell - eseguita da Evan Rachel Wood
13. I Want You (She's So Heavy) - eseguita da Joe Anderson, Dana Fuchs & T.V. Carpio
14. Dear Prudence - eseguita da Dana Fuchs, Evan Rachel Wood, Jim Sturgess & Joe Anderson
15. Flying - eseguita da Secret Machines
16. Blue Jay Way - eseguita da Secret Machines
17. I Am the Walrus - eseguita da Bono & Secret Machines
18. Being for the Benefit of Mr. Kite! - eseguita da Eddie Izzard
19. Because - eseguita da Dana Fuchs, Evan Rachel Wood, Jim Sturgess, Joe Anderson, Martin Luther McCoy & T.V. Carpio
20. Something - eseguita da Jim Sturgess
21. Oh! Darling - eseguita da Dana Fuchs & Martin Luther McCoy, in cui i due cantanti/musicisti mostrano le rispettive similitudini con Janis Joplin e Jimi Hendrix
22. Strawberry Fields Forever - eseguita da Jim Sturgess & Joe Anderson
23. Revolution - eseguita da Jim Sturgess
24. While My Guitar Gently Weeps - eseguita da Martin Luther McCoy (con la partecipazione di Jim Sturgess in un verso)
25. Across The Universe - eseguita da Jim Sturgess
26. Happiness Is a Warm Gun - eseguita da Joe Anderson & Salma Hayek
27. A Day in the Life - eseguita da Jeff Beck (tratta dal disco di George Martin, In My Life)
28. Blackbird - eseguita da Evan Rachel Wood
29. Hey Jude - eseguita da Joe Anderson & Angela Mounsey
30. Don't Let Me Down - eseguita da Dana Fuchs & Martin Luther McCoy
31. All You Need Is Love - eseguita da Jim Sturgess, Dana Fuchs, T.V. Carpio & Martin Luther McCoy
32. Lucy in the Sky with Diamonds - eseguita da Bono feat. The Edge. Sebbene non accreditata la voce di Sturgess si sente chiaramente come coro concertante.

## Distribuzione
Il film è uscito in Italia il 23 novembre 2007, distribuito dalla Sony Pictures.

## Riconoscimenti
- Camerimage 2007: Rana d'argento (Bruno Delbonnel)
- Premio Gianni Di Venanzo 2008: miglior fotografia straniera